# Mendes, Relizane
Mendes là một đô thị thuộc tỉnh Relizane, Algérie. Dân số thời điểm năm 2002 là 13.331 người.